# Psittacanthus ternatus
Psittacanthus ternatus är en tvåhjärtbladig växtart som beskrevs av Kuijt. Psittacanthus ternatus ingår i släktet Psittacanthus och familjen Loranthaceae. Inga underarter finns listade i Catalogue of Life.